# Matt Scott
Matthew Clive McCrimmon Scott (Dunfermline, 30 settembre 1990) è un rugbista a 15 britannico, internazionale per la Scozia, che gioca nel ruolo di tre quarti centro nell'Edimburgo in Pro14.

## Biografia
Messosi in evidenza con il Currie RFC, nel 2011 Scott iniziò a giocare a livello professionistico unendosi all'Edinburgh Rugby e alternando l'attività sportiva con la frequentazione del corso di legge presso l'Università di Edimburgo.
Fece il suo debutto internazionale con la Scozia durante il Sei Nazioni 2012 affrontando il 10 marzo l'Irlanda a Dublino. Reduce da una serie di ottime prestazioni con la Scozia, la sua mancata convocazione con i British and Irish Lions per il tour in Australia del 2013 fu al centro di aspre critiche dirette al CT Warren Gatland.